# William Francis Ainsworth
William Francis Ainsworth (ur. 9 listopada 1807 w Exeter, zm. 27 listopada 1896 w Hammersmith) – angielski lekarz, geograf, geolog i podróżnik.

## Życiorys
William Ainsworth kształcił się w The Royal College of Surgeons w Edynburgu, następnie udał się do Paryża, gdzie odbywał staż w École nationale supérieure des mines.
W 1831 przebywał w Sunderland, w okresie gdy wystąpiła tam epidemia cholery. Po tym doświadczeniu publikuje w 1832 Observations on the Pestilential Cholera.
W 1836 udaje się z wyprawą Francisa Chesneya nad Eufrat. W następnych latach odbywa podróż do m.in.: Mezopotamii, Mosulu i Kurdystanu, przebywa również nad jeziorem Urmia. Po 1841 Ainsworth wraz z kuzynem Williamem Harrisonem Ainsworthem współpracował przy redagowaniu takich pism jak: Ainsworth's Magazine, Bentley's Miscellany, The New Monthly Magazine.

## Dzieła (wybór)
- An account of the caves of Ballybunian. 1834
- Researches in Assyria, Babylonia, and Chaldsea. 1838
- Travels and Researches in Asia Minor, Mesopotamia, Chaldea, and Armenia. 1842
- Travels in the track of the ten thousand Greeks. 1844
- All Round the World, an Illustrated Record of Travels, Voyages, and Adventures. 1860-2
- A Personal Narrative of the Euphrates Expedition. 1888